# TransEurope
 (mai 2016).
Si vous disposez d'ouvrages ou d'articles de référence ou si vous connaissez des sites web de qualité traitant du thème abordé ici, merci de compléter l'article en donnant les références utiles à sa vérifiabilité et en les liant à la section « Notes et références ».
La TransEurope ou (Transeurope-Footrace) est un ultramarathon transcontinental à étapes organisé en Europe. Cette course a eu lieu pour la première fois en 2003. La deuxième fois, elle s’est produite du 19 avril au 21 juin 2009. Ces deux éditions ont été organisées par Ingo Schulze. La dernière TransEurope s’est tenue du 19 août au 19 octobre 2012.

## Transeurope2003

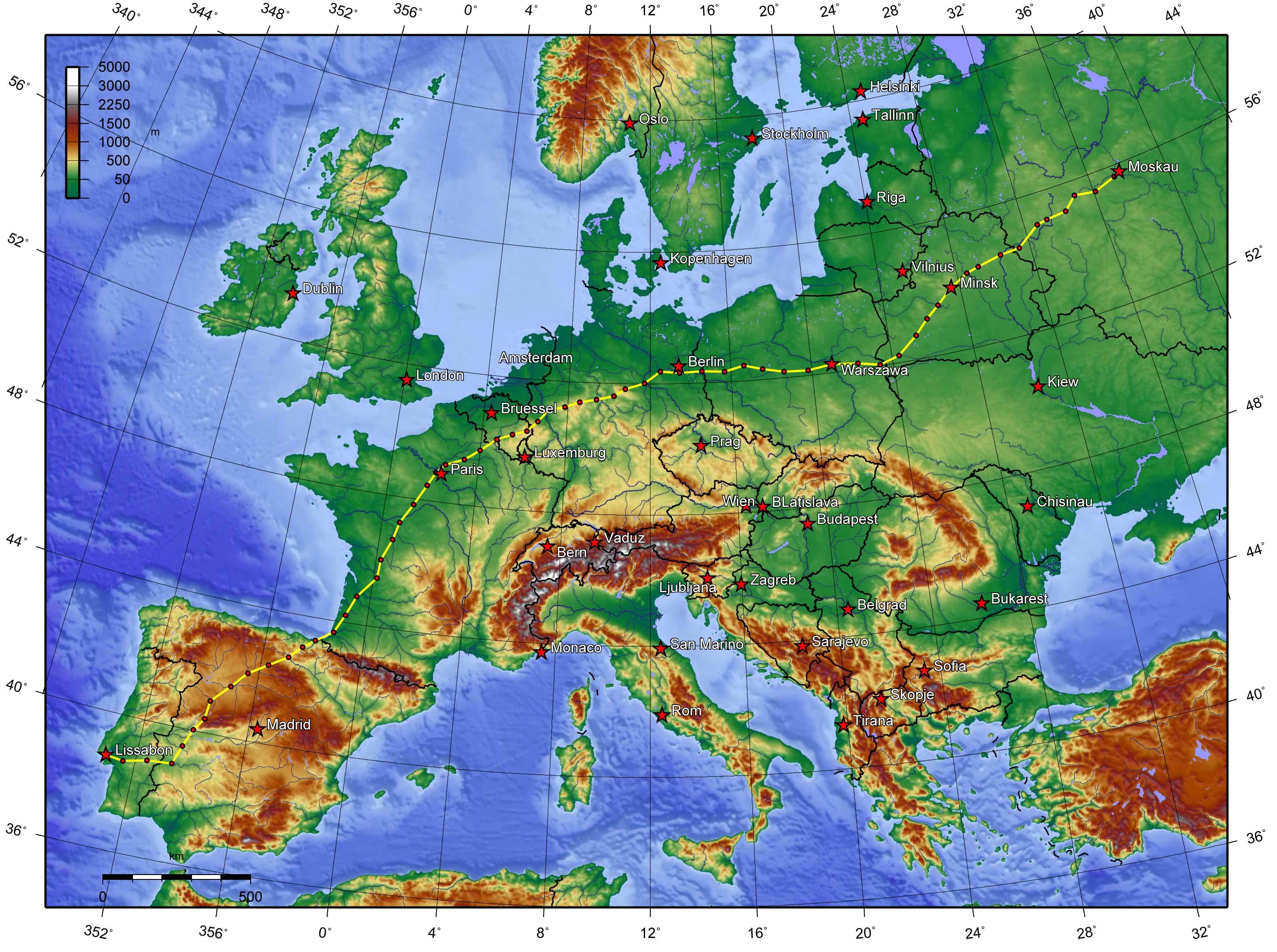
Parcours de la TransEurope 2003

La première TransEurope s’est tenue du 19 avril au 21 juin 2003 et amena les coureurs de Lisbonne à Moscou en 64 étapes sans jours de repos. Les participants ont ainsi parcouru 5 036 km. Du Portugal à la Russie, les coureurs ont traversé l’Espagne, la France, la Belgique, la Pologne et la Biélorussie.
Des 44 participants inscrits, seuls 22, dont une personne en fauteuil roulant, finirent la course. L’allemand Robert Wimmer gagna la course en 480 heures 29 minutes et 51 secondes. Chez les femmes, la japonaise Mariko Sakamoto est la première et la seule à passer la ligne d’arrivée en 785 heures 23 minutes et 15 secondes. Le japonais Koji Sekine est le dernier à finir la course en 788 heures 36 minutes 27 secondes. Le participant en fauteuil roulant, le français Bernard Grojean, stoppe le chronomètre à 496 heures 32 minutes et 12 secondes. Même s’il n’a pas été pris en compte dans le classement, son temps est tout de même inscrit dans les résultats.  
L’idée d’organiser une course transcontinentale traversant l’Europe d’Ouest en Est sous une devise interculturelle venait de Manfred Leismann, un ex-participant de la Trans’Amérique. Il trouva en Ingo Schulze un excellent organisateur d’ultramarathon à étapes. En effet, ce dernier avait auparavant organisé deux ultramarathons en Allemagne : le Spreelauf et le Deutschlandlauf. Ensemble, ils fondèrent l’organisation Transeuropalauf e.V. avec Ingo Schulze comme président et Manfred Leismann comme vice-président. Mis à part le parcours dessiné par Leismann, Schulze organisa l’événement seul. Grâce à l’aide de nombreux volontaires, le projet a pu être réalisé. Après la fin de la course en 2003, l’organisation a été dissoute.  

## TransEurope2009
La deuxième TransEurope amena les coureurs du 19 avril au 21 juin 2009 de l’Italie à la Norvège en 64 étapes soit 4 487,7 km. Avec une distance moyenne de 70,1 km par étape, la plus longue étape était de 95,1 km tandis que la plus courte était de 44 km. La course commença à Bari et se termina au cap Nord. De l’Italie à la Norvège, les participants avaient alors traversé l’Autriche, l’Allemagne, la Suède et la Finlande.  
Des 67 participants inscrits, 45, dont une personne à trottinette, finirent la course. L’allemand Rainer Koch gagna la course en 378 heures 12 minutes et 44 secondes. Chez les femmes, la japonaise Takako Furuyama est la première à traverser la ligne d’arrivée en 529 heures 06 minutes et 05 secondes. Le japonais Saeko Kishimoto est le dernier à finir la course en 722 heures 46 minutes 02 secondes. Le participant à trottinette, l’allemand Peter Bartel, stoppe le chronomètre à 352 heures 03 minutes et 25 secondes. Même s’il n’a pas été pris en compte dans le classement, son temps est tout de même inscrit dans les résultats.   

### Autres
Une équipe médicale de l’université d’Ulm a accompagné les participants pour étudier les effets de stress extrême sur le corps humain.  
Un film documentaire sur la TransEurope I want to Run a été tourné et était à l’affiche dans les cinémas allemands début de l’année 2012.

## TransEurope2012
La troisième TransEurope amena les coureurs du 19 août au 21 octobre 2012 de Skagen (Danemark) à Gibraltar.

## Littérature
- Ingo Schulze : Transeuropalauf 2003, Engelsdorfer Verlagsgesellschaft,  (ISBN 3-937290-71-0)
- Birgitta Biermannski : Der härteste Lauf der Welt,  (ISBN 3-8334-3749-9) Récit d'expérience sous forme de journal de bord.